# 瞽叟
瞽叟ㄙㄡˇ（？—？），中國上古人物，眼盲不能視物，妻握登，子帝舜、象。
黃帝的八世孫，昌意的七世孫，帝顓頊高陽氏的六世孫，窮蟬的玄孫，敬康的曾孫子，句望的孫子，橋牛的兒子。瞽叟其為人兇頑，對子舜不滿，經常與其子象想要尋機殺死舜，但舜卻仍然孝順地侍奉瞽叟，不敢有半點不敬，也對其弟象非常友愛。